# Elvir Baljić
Elvir Baljić (Sarajevo, 8 de juliol, 1974) és un futbolista bosnià i, anteriorment, iugoslau.
Format al FK Željezničar, passant posteriorment al seu rival ciutadà, el FK Sarajevo. Des de 1994 juga al futbol turc, a nombrosos equips, entre ells Bursaspor, Fenerbahçe SK, Galatasaray SK, Ankaragücü i Istanbulspor, amb un breu parèntesi al futbol espanyol, al Reial Madrid i al Rayo Vallecano. Amb la selecció bosniana ha marcat 34 gols en 38 partits, i té el rècord de jugador que més gols ha marcat en un sol partit de la selecció (4).